# Michael Nesmith
Robert Michael Nesmith, född 30 december 1942 i Houston, Texas, död 10 december 2021 nära Carmel, Kalifornien, var en amerikansk sångare, gitarrist och skådespelare. Han var mest känd för att vara en av de fyra medlemmarna i popgruppen The Monkees (1966 – 1969) och ibland vid senare återföreningar av gruppen. En hit 1977 var "Rio" från albumet From a Radio Engine to the Photon Wing.
Nesmith grundade Pacific Arts, ett multimediaproduktions- och distributionsföretag, 1974, genom vilket han hjälpte till att banbryta musikvideoformatet. Han skapade ett av de första amerikanska tv-programmen dedikerade till musikvideor, PopClips, som sändes på Nickelodeon 1980. Han ombads hjälpa till att producera och skapa MTV, men hade tidigare åtaganden med sitt produktionsbolag. 1981 vann han det första Grammy Award för Årets video för sin timmeslånga tv-show, Elephant Parts. Han var också en exekutiv producent av filmen Repo Man (1984).

## Diskografi (urval)
Studioalbum
- Wichita Train Whistle Sings (1968)
- Magnetic South (1970)
- Loose Salute (1970)
- Nevada Fighter (1971)
- Tantamount to Treason (1972)
- And the Hits Just Keep on Comin' (1972)
- Pretty Much Your Standard Ranch Stash (1973)
- The Prison (1974)
- From a Radio Engine to the Photon Wing (1977)
- Infinite Rider on the Big Dogma (1979)
- Tropical Campfires (1992)
- The Garden (1994)
- Timerider: The Adventure of Lyle Swann (2001)
- Rays (2005)
- The Ocean (2015)

Livealbum
- Live at the Palais (1978)
- Live at the Britt Festival (1999)
- The Amazing ZigZag Concert (2010)
- Movies of the Mind (2014)

Samlingsalbum
- Newer Stuff (1981)
- The Older Stuff (1991)